# واناند
واناند (ارمنی: Վանանդ) شهرستانی بوده که در ایالت آیرارات، ارمنستان بزرگ واقع شده بود.